# Abdulla Mohamed Al Ishaq
Abdulla Mohamed Al Ishaq (7 dicembre 1972) è un ex calciatore qatariota, di ruolo attaccante.

## Carriera

### Nazionale
Con la maglia della nazionale ha partecipato alla Coppa d'Asia nel 2000.